# Mistrzostwa Ameryki Północnej i Karaibów w piłce ręcznej mężczyzn
Mistrzostwa Ameryki Północnej i Karaibów w piłce ręcznej mężczyzn – oficjalny międzynarodowy turniej piłki ręcznej o zasięgu kontynentalnym, organizowany przez NACHC cyklicznie od 2022 roku mający na celu wyłonienie najlepszej męskiej reprezentacji narodowej w Ameryce Północnej i Karaibach. W imprezie mogą brać udział wyłącznie reprezentacje państw, których krajowe federacje piłki ręcznej są oficjalnymi członkami NACHC. Turniej służy również jako eliminacja do mistrzostw świata.
We wcześniejszych latach turnieje w tym regionie, będącym wówczas częścią niedziałającej już PATHF, były kwalifikacją do mistrzostw Ameryki.

## Turnieje
| 2022 | Meksyk | Stany Zjednoczone | 33:26 | Grenlandia | Kuba | 35:30 | Meksyk |
| 2024 |        |                   |       |            |      |       |        |

## Tabela medalowa
| Lp. | Państwo           | Złoto | Srebro | Brąz | Razem |
| --- | ----------------- | ----- | ------ | ---- | ----- |
| 1.  | Stany Zjednoczone | 1     | 0      | 0    | 1     |
| 2.  | Grenlandia        | 0     | 1      | 0    | 1     |
| 3.  | Kuba              | 0     | 0      | 1    | 1     |

## Tabela wyników
| Państwo           | 2022 | 2024 | Występy |
| ----------------- | ---- | ---- | ------- |
| Grenlandia        | 2    |      | 1       |
| Kuba              | 3    |      | 1       |
| Meksyk            | 4    |      | 1       |
| Stany Zjednoczone | 1    |      | 1       |
| Państwo           | 2022 | 2024 | Występy |